# Людвіг I (король Баварії)
Людвиг I (25 серпня 1786 — 29 лютого 1868) — король Баварії з 13 жовтня 1825 до свого зречення 20 березня 1848, з династії Віттельсбахів. Син короля Максиміліана I. Отримав перше ім'я на честь свого заочного хрещеного батька Людовика XVI, короля Франції, повне хрестильне ім'я Людвиг Карл Август.

## Ранні роки
Навчався в університетах у Ландсгуті та Геттінгені. Рано виявив гарячу любов до літератури, музики та мистецтва. На противагу батькові, він вороже ставився до Наполеона I Бонапарта, але тим не менше в 1806—1809 роках командував Баварською дивізією у війнах проти Пруссії та Австрії. Після закінчення війни з Францією Людвиг жив здебільшого у Вюрцбурзі та Ашаффенбурзі, часто здійснюючи поїздки Італією. У цей час він оточив себе гуртком письменників і художників, намагаючись надавати їм заступництво; особливо зблизився із Петером Корнеліусом, Овербеком, Торвальдсеном, згодом — з Каульбахом.
У 1810 році Людвиг I одружився з Терезою Саксен-Гільдбурггаузенською (1792—1854). Свята, влаштовані на честь весілля, поклали початок свята Октоберфест. Від цього союзу народилося 9 дітей. 
У приватному житті був ощадливим, але витрачав величезні гроші на колекції художніх творів, на підтримку театрів тощо. Політичні погляди його тоді відрізнялися деякими лібералізмом. В основу конституції 1818 року було покладено складений ним меморандум.

## Початок правління
Після вступу на престол у 1825 році положення преси стало кращим, поліцейські гоніння припинилися. Він переніс університет з Ландсгута до Мюнхена, реорганізував Академію мистецтв. Найбільше прагнув до того, щоб перетворити Мюнхен на «другі Афіни». Він оточив себе художниками і зайнявся будівництвом різних будинків у грецькому та італійському античному стилях. Особливо відома побудована ним Валгалла поблизу Регенсбурга із бюстами всіх знаменитих людей Німеччини, за винятком, однак, Мартіна Лютера і діячів Реформації. Одночасно Людвиг виступив як поет і письменник, але твори його, хоча й розійшлись у кількох виданнях, відрізнялися тільки химерною мовою, що претендувала на архаїчність, і не залишили жодного сліду в німецькій літературі.

## Реакція
Палата депутатів не особливо співчутливо дивилася на задуми короля, що вимагали величезних витрат, і тому помірно-ліберальна налаштованість Людвига швидко змінилася різко реакційною. Цьому сприяв і вплив католицького духовенства.
Преса була підпорядкована суворому цензурному статуту 1831 року. Представники демократичних поглядів піддавалися гонінням поліцейськими, арештам і висланню. Корнеліус, природодослідник Окене, філолог Фальмерайер змушені були залишити Баварію. Протестантська релігія, незважаючи на рівноправність сповідань за конституцією, утискалась. Так, протестантським солдатам наказували схиляти коліна перед святими Дарами, а пасторів, які протестували проти цього, кидали у в'язницю. З палатою депутатів йшла систематична боротьба, поки за допомогою поліцейських заходів на виборах не вдалося усунути опозицію.
В області політики романтичні захоплення Людвига позначилися у співчутті грецькому національно-визвольному повстанню. Він погодився на обрання його сина Оттона грецьким королем, що дуже недешево обійшлося баварській скарбниці, яка була змушена підтримувати короля майже збанкрутілої країни.

## Лола Монтез

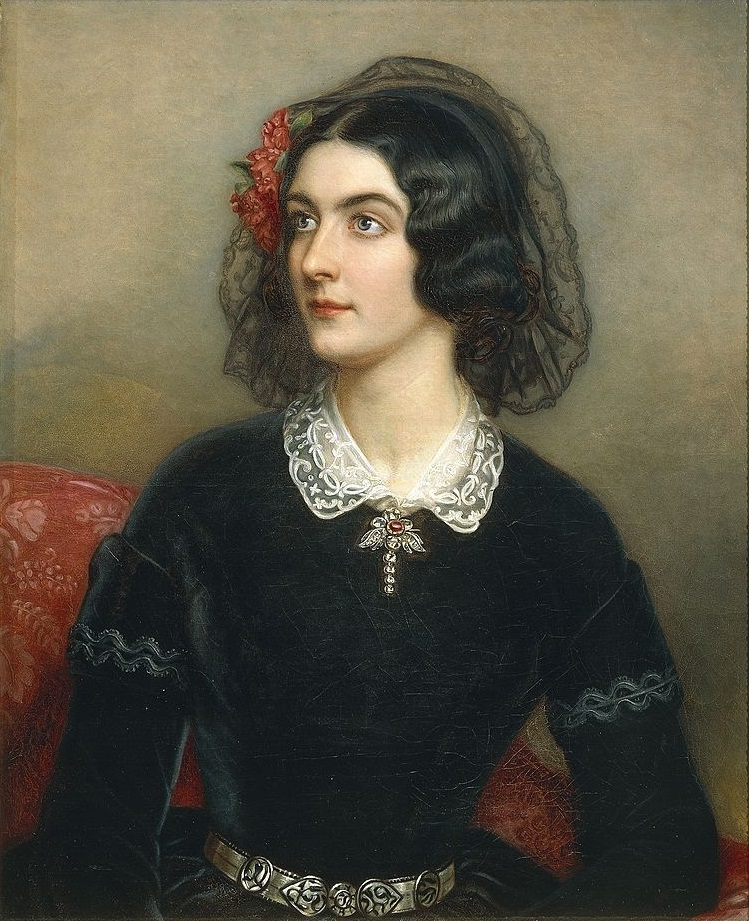
Лола Монтез

У 1846 році Людвиг I потрапив під сильний вплив ірландської авантюристки Елізи Гільберт, що видавала себе за іспанську танцюристку Лолу Монтез, якій вдалося, як говорили, «перемогти Лойолу», тобто повалити клерикальне міністерство Абеля, а потім і помірне міністерство Маурера. Було організовано так зване міністерство Лоли, але політична реакція не стала від цього слабшою, хоча і втратила свій клерикальний відтінок.
Загальна ненависть до Людвига виразилася в «Lobgesänge auf König Ludwig» Генріха Гейне, який різко висміяв і меценатство Людвига, і його поезію, і вплив на нього коханок, і його пієтизм, змішаний з фривольністю. Революційний рух 1848 року змусив Людвига відмовитися від корони на користь сина, Максиміліана II. Лола ж була змушена покинути Європу і виїхала до США. З тих пір колишній король жив приватною особою, присвячуючи себе, як і раніше заступництву мистецтвам. Людвиг І помер у Ніцці, переживши сина, коли вже царював його онук Людвиг II. Кінна статуя його споруджена в Мюнхені в 1862 році ще за його життя.

## Родина
Дружина —  Тереза Саксен-Гільдбурггаузенська (1792—1854).
Діти:
- Максиміліан (1811—1864) — король Баварії
- Матильда (1813—1862) — в 1833 стала дружиною Людвіга III Гессенського
- Оттон (1815—1867) — король Греції
- Шарлотта (1816—1817)
- Луїтпольд (1821—1912) — регент Баварії за синів Максиміліана II.
- Алдегунда (1823—1914) — в 1842 стала дружиною Франциска V д'Есте
- Гільдегарда (1825—1864) — в 1844 стала дружиною Альбрехта, герцога Тешенського
- Олександра (1826—1875)
- Адальберт (1828—1875)